# Parka

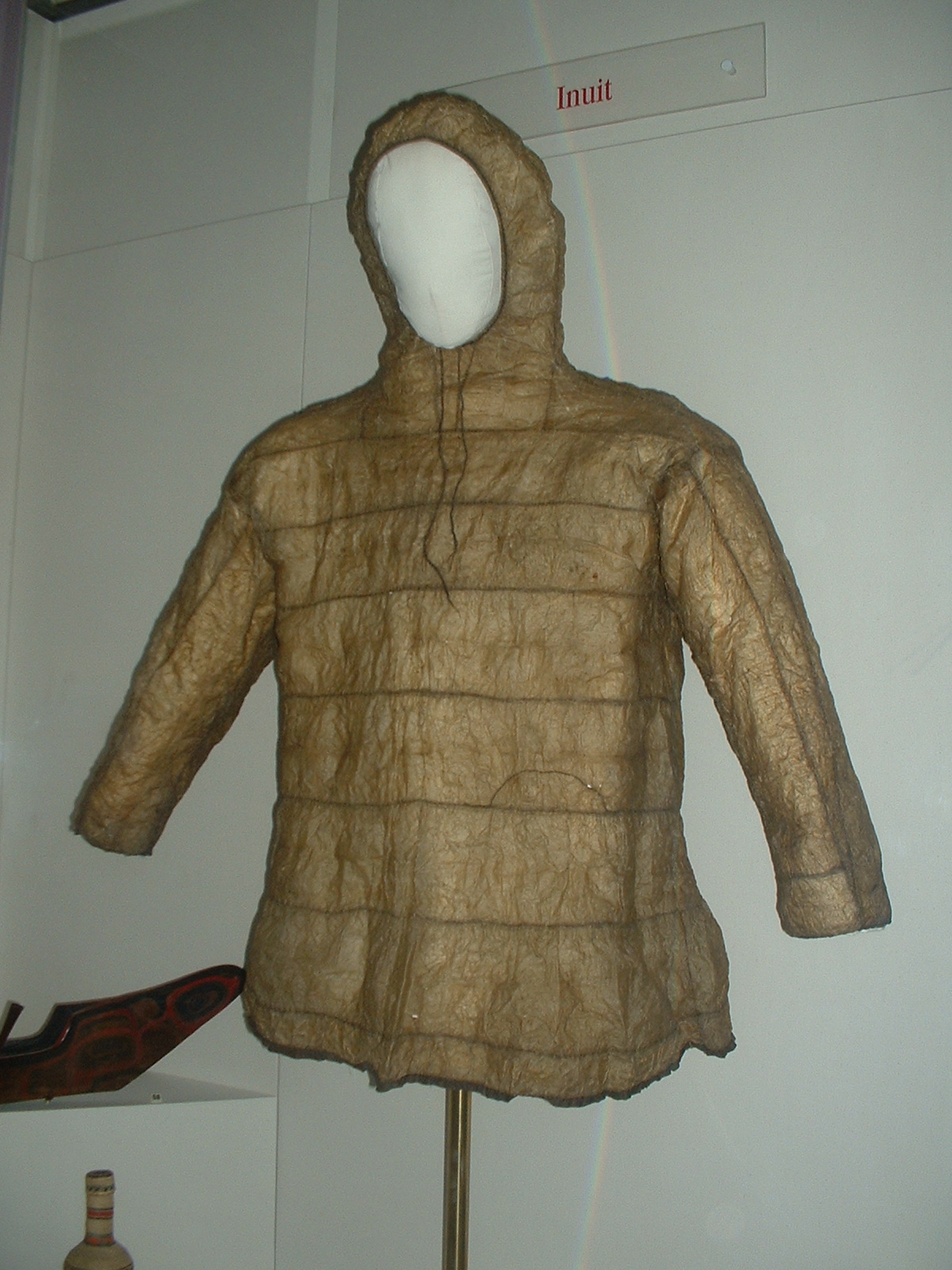
Anorak realizzato dagli inuit

Il parka, o anorak, è un giaccone idrorepellente imbottito di pelliccia (naturale o sintetica), fornito di cappuccio, abbottonato e incernierato fino al collo; in alcuni modelli il cappuccio è anch'esso bordato di pelliccia (anche sintetica). È tipicamente di colore verde.

## Caratteristiche
Sebbene il parka, l'eskimo e l'anorak abbiano la stessa origine, con il termine anorak si intende più specificamente la giacca impermeabile con la zip frontale che arriva fino al petto e un grosso tascone centrale. Può causare confusione il fatto che in inglese con il termine anorak si indica genericamente una giacca a vento con cappuccio, ma basta digitare il termine su un motore di ricerca per veder come commercialmente se ne faccia lo stesso uso che in italiano..

## Storia
Originario delle popolazioni Inuit, veniva fatto usando pelli di renna o foca, ed era ideale per proteggersi dal freddo rigido. Dalla seconda metà del '900 viene realizzato in fibra impermeabile sintetica come il nylon. A tutt'oggi è un abito informale, molto in voga nell'abbigliamento in stile casual, militare e sportivo.

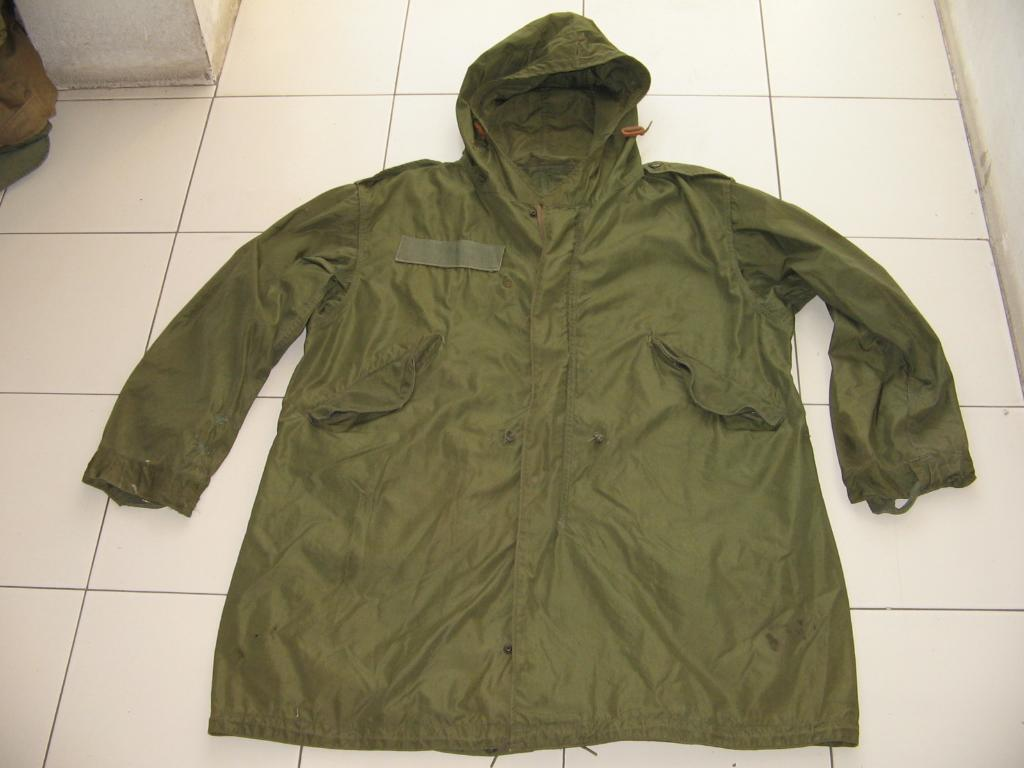
Il parka fish-tail M-51 molto amato dalla subcultura mod